# Elaine Hendrix
Katherine Elaine Hendrix (Oak Ridge, 28 december 1970) is een Amerikaans actrice.
Hendrix werd geboren in Tennessee, maar verhuisde als vijftienjarige naar Atlanta, waar ze toegelaten werd op de Northside School of Performing Arts. Ze werd een professioneel danseres op de Gary Harrison Dance Co. in haar examenjaar. Later werd ze model voor merken als Nike en Levi's.
Hendrix verscheen behalve als actrice ook als danseres in de media, in videoclips van onder meer MC Hammer en Keith Sweat.

## Filmografie

### Film
*Exclusief televisiefilms
- Freakier Friday (2025)
- Dear Lemon Lima (2009)
- Within (2009)
- Food for Thought (2008)
- Friends & Lovers: The Ski Trip 2 (2008)
- Twisted Faith (2008)
- Player 5150 (2008)
- Tru Loved (2008)
- The Dukes (2007)
- LA Blues (2007)
- Coffee Date (2006)
- Down the P.C.H. (2006)
- What the Bleep!?: Down the Rabbit Hole (2006)
- Bam Bam and Celeste (2005)
- Bow (2005)
- Stag Party (2004)
- What the #$*! Do We (K)now!? (2004)
- Inspector Gadget 2 (2003)
- Our Very First Sex Tape (2003)
- The Hebrew Hammer (2003)
- Wish You Were Dead (2002)
- Bad Boy (2002)
- Unbakeable (2001)
- Get Your Stuff (2000)
- Here on Earth (2000)
- Superstar (1999)
- Molly (1999)
- The Parent Trap (1998)
- Romy and Michele's High School Reunion (1997)
- Lover's Knot (1996)
- Last Dance (1992)

### Televisie
*Exclusief eenmalige gastrollen
- Privileged - Elyse (2009< )
- The Middleman - Roxy Wasserman (2008, twee afleveringen)
- Joan of Arcadia - Ms. Lischak (2003-2005, zeventien afleveringen)
- Ghost Whisperer - Sandra Holloway (2005, 1 aflevering)
- The Chronicle - Kristen Martin (2001-2002, zeven afleveringen)
- Married... with Children - Elaine (1995-1997, twee afleveringen)
- Get Smart - Agent 66 (1995, zeven afleveringen)
- Criminal Minds - Judy Hannity (2008, één aflevering)
- Dynasty - Alexis Carrington (2019 - heden)